# Don D. Jackson
Don D. Jackson (eigentlich Donald De Avila Jackson; * 28. Januar 1920 in Oakland, Kalifornien; † 29. Januar 1968 in Foster City, Kalifornien) war ein US-amerikanischer Psychiater und Psychotherapeut.
Jackson gründete im Jahr 1959 das Mental Research Institute (MRI) im kalifornischen Palo Alto. Es gelang ihm, u. a. Paul Watzlawick für das Institut zu gewinnen.
Ein Schwerpunkt der Arbeit Jacksons war die Familientherapie.

## Schriften
- mit Paul Watzlawick, Janet H. Beavin: Menschliche Kommunikation. Formen, Störungen, Paradoxien. Huber, Stuttgart, Bern 1969. 10. Auflage 2000, ISBN 3-456-84463-8.
- mit William J. Lederer: Ehe als Lernprozess. Wie Partnerschaft gelingt. Pfeiffer, München 1972. 3. Auflage 1976, ISBN 3-7904-0063-7.